# Citation (Pferd)
Citation (* 11. April 1945; † 8. August 1970) war ein US-amerikanisches Rennpferd. Er wurde auf der Calumet Farm in Lexington, Kentucky geboren und aufgezogen als Sohn von Bull Lea und der Mutter Hydroplane II. Trainiert wurde er von Horace A. „Jimmy“ Jones und gewann sein erstes Rennen als Zweijähriger in Havre de Grace in Maryland. In diesem
Jahr hatte er neun Rennen, von denen er acht gewann und 155.680 $ verdiente. Citation war das erste Rennpferd, das über eine Million $ gewinnen konnte.
Citation begann die 1948er Rennsaison, indem er gegen seinen Stallgefährten Armed gewann, der 1947 Rennpferd des Jahres war. Obwohl Jimmy Jones der Trainer von Citation war, rannte der Hengst im Namen von dessen Vater, damit dieser den Rekord für die meisten Siege eines Trainers brechen konnte. Unter Jockey Eddie Arcaro gewann Citation das Kentucky Derby mit 3 ½ Längen und dann in Baltimore das Preakness Stakes mit 5 ½ Längen. Dann gewann er das Jersey Derby und wurde in Elmont in New York ebenfalls Sieger bei den Belmont Stakes. Damit wurde er der achte Triple-Crown-Gewinner. Am Ende der Saison hatte er in 29 Rennen 27 mal gesiegt und war zweimal Zweiter geworden. Dafür wurde er zum Rennpferd des Jahres gewählt.
Im Jahre 1949 konnte er wegen Verletzungen nicht laufen, aber 1950 kam er zurück und gewann das Golden Gate Mile Handicap, aber verlor mehrere andere Rennen, und die Saison war für ihn nicht sehr erfolgreich. 1951 zeigte er bei drei Rennen eine schlechte Leistung, gewann aber seine letzten drei Rennen, darunter den Hollywood Gold Cup, und wurde so zum ersten Rennpferd, das über eine Million US-$ gewann. 1951 wurde Citation als eines der besten Rennpferde, die es je gegeben hatte, aus dem Rennsport zurückgezogen. Auf der Calumet Farm sorgte er dann für Nachwuchs, aber keiner seiner Nachkommen war ähnlich erfolgreich. Zu diesen gehörten Silver Spoon und Fabius, der 1956 das Preakness Stakes gewann. 1956 wurde Citation in die National Museum of Racing Hall of Fame aufgenommen.
Citation starb am 8. August 1970 im Alter von 25 Jahren.
In der vom Blood-Horse-Magazine erstellten
Liste der 100 besten amerikanischen Rennpferde des 20. Jahrhunderts steht er auf dem 3. Platz. Die beiden Pferde an Platz eins und zwei, Man o’ War und Secretariat, waren sehr groß, beide wurden auch „Big Red“ genannt, während Citation eher klein und drahtig war.

## Trivia
Ein Standbild von Citation ist im Film Der Pate – Teil II zu sehen.